# Theta Persei
Theta Persei (θ Persei, förkortat Theta Per, θ Per) som är stjärnans Bayerbeteckning, är en dubbelstjärna belägen i den västra delen av stjärnbilden Perseus. Den har en skenbar magnitud på 4,16 och synlig för blotta ögat. Baserat på parallaxmätning inom Hipparcosuppdraget på ca 89,9 mas, beräknas den befinna sig på ett avstånd av ca 36 ljusår (ca 11 parsek) från solen.

## Egenskaper
Primärstjärnan Theta Persei A är en blå till vit stjärna i huvudserien av spektralklass F7 V. Den har en massa som är något större än solens, en radie som är ca 30 procent större än solens och utsänder från sin fotosfär ca 2,2 gånger mer energi än solen vid en effektiv temperatur på ca 6 150 K.
I dubbelstjärnan ingår en röd stjärna av spektralklass M1V, som är separerad med omkring 250 AE från primärstjärnan. Theta Persei rör sig genom Vintergatan med en hastighet av 30,5 km/s i förhållande till solen. Dess projicerade galaktiska bana ligger mellan 23 700 och 34 200 ljusår från galaxens centrum. Theta Persei kom närmast solen för 285 000 år sedan då den hade en skenbar magnitud på 2,99 vid ett avstånd på 21,7 ljusår.